# Giorgio Faldini
Giorgio Faldini, né le 10 avril 1912 à Tunis et mort le 1er août 2000, est une escrimeur italien, pratiquant le fleuret. Il a remporté une médaille d'or aux Championnats du monde d'escrime.

## Biographie
Giorgio Faldini est né au sein de la communauté juive livournaise de Tunisie. Il est le fils de Roberto Faldini et de Regina Pariente. Pour lutter contre une prise de poids excessive, son père chercha à lui faire pratiquer du sport, et l'emmena à la salle d'escrime de Maître Franco Vega à Tunis. Il se passionne rapidement pour le fleuret, et perfectionne sa technique de "frappe" pour pallier sa faible vitesse de jambe. Il se hisse rapidement au sommet de l'escrime locale, remportant les années suivantes, au fleuret, le titre dans la catégorie juniors de Tunisie, les championnats tunisiens interscolaires.
Après avoir terminé ses études secondaires, il s'inscrit en 1931 à la Faculté de médecine et de chirurgie de l'Université de Rome, ville où il poursuit sa carrière d'escrimeur dans la salle d'escrime rattachée au Messaggero dei maestros Pessina, d'abord avec Carlo Pessina puis avec le fils de ce dernier, Giorgio, dont il était un grand ami. Il participe à de nombreuses compétitions, finissant souvent en finale et, en 1934, il remporte le Littoriali, comme on appelait alors les championnats universitaires. En 1936, il remporte les championnats italiens de 2e catégorie et entre définitivement dans l'équipe nationale. Il obtient son diplôme de médecine la même année, 1936, année des Jeux olympiques de Berlin, auxquels il assiste en tant que spectateur, laissant une documentation photographique de certaines compétitions. En 1936 également, il remporte le prix Libro e Moschetto, destiné à récompenser ceux qui excellent tant dans les études que dans le sport.
En 1937, il est convoqué par l'entraîneur Nedo Nadi pour les championnats du monde à Paris. Avec ses coéquipiers Giorgio Bocchino, Manlio Di Rosa, Gustavo Marzi, Giuliano Nostini et Renzo Nostini, il y remporte le titre par équipe de fleuret en battant l'équipe française composée de René Bougnol, Philippe Cattiau, André Gardère, Édouard Gardère et René Lemoine.
Dans cette même compétition, il finit à la 7e place au concours individuel.
Fin 1937, voyant que l'attitude du gouvernement à l'égard de la communauté juive se détériorait, il retourna en Tunisie où il débuta sa profession de médecin et continua à pratiquer l'escrime.
Après la fin de la seconde guerre mondiale, la colonie italienne en Tunisie ayant été décapitée, Giorgio Faldini retourne en Italie.